# Seconde Déclaration des Droits (États-Unis)

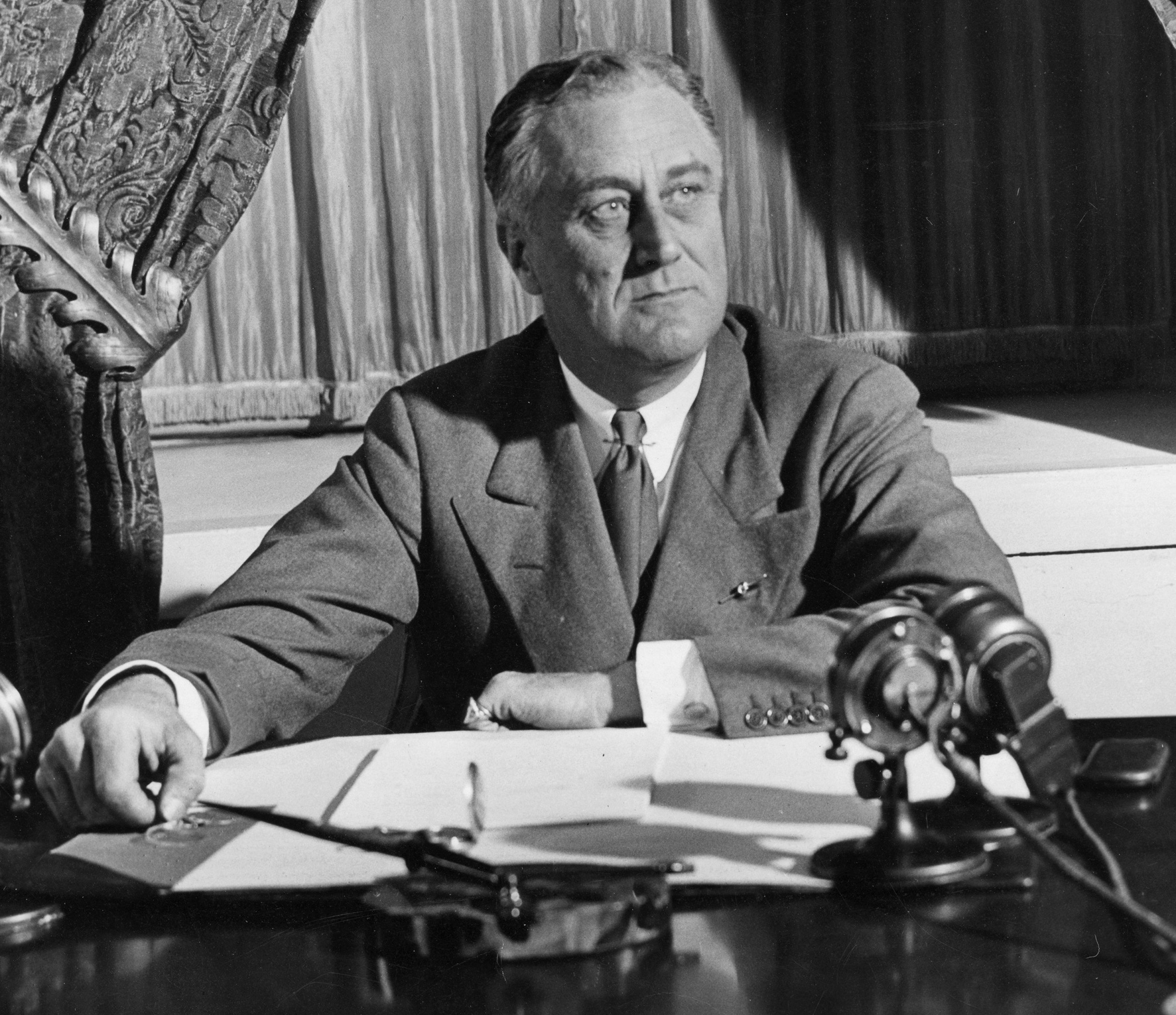
Franklin Delano Roosevelt lors d'une séance d' « entretien au coin du feu »

La seconde Déclaration des droits (ou Second Bill of Rights en anglais) était une proposition faite par le président des États-Unis Franklin D. Roosevelt durant son discours sur l'état de l'Union le 11 janvier 1944 suggérant que la nation avait reconnu, et devait maintenant implémenter une seconde déclaration des droits. Roosevelt n'a pas demandé de changement dans la Constitution des États-Unis ; il demanda qu'une seconde Déclaration des droits soit implémentée, politiquement, et non par des  juges fédéraux. La justification de Roosevelt était que les  droits politiques garantis par la constitution et la Déclaration des droits se sont « montrés inadéquats pour nous assurer l'égalité dans la poursuite du bonheur ». Il voulait créer une déclaration des droits économiques qui garantiraient :
- Un emploi avec un salaire décent (« living wage » en anglais) ;
- La préservation de la liberté contre les distorsions de compétition et les monopoles ;
- Un logement ;
- L'assurance maladie ;
- L'éducation ;
- La sécurité sociale.

Roosevelt déclara qu'avoir ces droits garantirait la sécurité des États-Unis, et que sa place dans le monde dépendait de savoir jusqu'à quel point ces droits ainsi que d'autres similaires seraient mis en pratique. Plus tard, dans les années 1970, le juriste Tchèque Karel Vasak les catégorisait comme seconde génération de droits dans sa théorie des trois générations des droits de l'homme.

## Influences
Bien que la seconde Déclaration des droits n'aboutit pas dans les formes proposées par le président Roosevelt, Randy Barnett et Cass Sunstein évoquent les influences de ce discours dans différents jugements de la cour suprême, constitutions à travers le monde (Finlande, Espagne, Ukraine, Roumanie, Syrie, Bulgarie, Hongrie, Russie, et Pérou), ainsi que dans la rédaction de la Déclaration universelle des droits de l'homme. Ils le classent comme « engagement constitutif » (Constitutive Commitments).
Eleanor Roosevelt, très impliquée dans les  mouvements des droits civiques, a joué un rôle important dans l'aboutissement et la rédaction de la Déclaration universelle des droits de l'homme en tant que délégué à l'Assemblée générale des Nations unies, puis comme présidente de la commission de rédaction. Randy Barnett et Cass Sunstein parlent d'un rôle majeur de la seconde Déclaration des droits, et citent, en plus des articles 22, 23-1 et 26, l'article 25-1 :

« 1. Toute personne a droit à un niveau de vie suffisant pour assurer sa santé, son bien-être et ceux de sa famille, notamment pour l'alimentation, l'habillement, le logement, les soins médicaux ainsi que pour les services sociaux nécessaires ; elle a droit à la sécurité en cas de chômage, de maladie, d'invalidité, de veuvage, de vieillesse ou dans les autres cas de perte de ses moyens de subsistance par suite de circonstances indépendantes de sa volonté. »

## Discours au congrès sur l'état de l'union
La seconde déclaration des droits fut présentée le 11 janvier 1944 au Congrès lors du Discours  radiodiffusé sur l'état de l'Union.
Voici une traduction en français de l'extrait concerné, :

« Il est de notre devoir maintenant d'établir les plans et de déterminer la stratégie pour la victoire d'une paix durable et l'établissement d'un standard de vie américain plus haut que jamais. Nous ne pouvons être satisfait, peu importe la hauteur du standard de vie, si une fraction de notre peuple - qu'il soit d'un tiers, d'une cinquième ou d'un dixième - souffre de malnutrition, de mauvais  habillement, de mal-logement et d'insécurité.
Cette république eut ses débuts, et grandit jusque sa force présente, sous la protection de certains  droits politiques - parmi lesquels le droit à la liberté d'expression, la liberté de la presse, la  liberté de culte, de procès par un jury, et de liberté envers les fouilles et saisies déraisonnables. ils étaient nos droits à la vie et la liberté.
Comme notre nation a grandi en taille et en stature, pourtant - alors l'expansion de notre économie industrielle, ces  droits politiques se sont montrés inadéquats pour nous assurer l'égalité dans la poursuite du bonheur.
Nous en sommes arrivés à clairement réaliser le fait que la vraie liberté individuelle ne peut pas exister sans liberté économique et indépendance. « Les nécessiteux ne sont pas des hommes libres ». Ceux qui ont faim et sont au chômage sont la substance sur laquelle les dictatures sont faites.
De nos jours, ces vérités économiques se sont vues acceptées comme allant de soi. Nous avons accepté, pour ainsi dire, une seconde  déclaration des droits sous laquelle une nouvelle base de sécurité et de prospérité peut être établie pour tous - sans tenir compte des positions,  races ou crédos.
Parmi celles-ci sont :
Le droit à un travail utile et rémunérateur dans les  industries ou magasins ou  fermes ou  mines de la nation;
Le droit de gagner assez pour pourvoir à la nourriture, l'habillement et les récréations adéquates;
Le droit pour tout fermier d'élever et de vendre ses produits pour un retour qui lui donnera ainsi qu'à sa famille un train de vie décent;
Le droit à tout homme d'affaires, grand ou petit, de commercer dans une atmosphère de liberté, contre une compétition injuste et des dominations par des monopoles au pays ou à l'étranger;
Le droit à toute famille à un foyer décent;
Le droit à des soins médicaux adéquats et l'opportunité d'achever et de jouir d'une bonne santé;
Le droit à une protection adéquate contre les peurs économiques d'un autre âge, la maladie, l'accident, et le chômage;
Le droit à une bonne éducation;
Tous ces droits appellent la sécurité. Et après que cette guerre soit gagnée nous devons être préparés à aller de l'avant, dans le développement de ces droits, de nouveaux buts pour le bonheur et le bien-être humain.
Sans qu'il y ait sécurité ici au pays il ne peut être de paix durable dans le monde. »

## Diffusion
Ce message fut délivré sous trois formes. Un texte remis aux membres du congrès, une radiodiffusion, et un entretien filmé.

### Radiographique
Dans la tradition du président Woodrow Wilson, Roosevelt adressait en personne son discours sur l'état de l'union au congrès. Toutefois, dû à son état de santé, ce message sera retransmis par la radio de la Maison blanche dans le  Salon de réception des diplomates, endroit depuis lequel il s'adressait régulièrement aux américains pour délivrer ses « entretiens au coin du feu ». Ces « entretiens au coin du feu » recueillaient 60 millions d'auditeurs le 12 mars 1933, et 100 millions le 5 octobre 1947 lors d'un discours de Harry S. Truman, qui fut aussi le premier entretien télévisé par un président des États-Unis.

### Cinématographique
Après le discours radiodiffusé, Franklin D. Roosevelt repris l'essentiel de la partie sur la seconde Déclaration des droits de son discours au  congrès lors d'un second entretien. Il fut filmé par les équipes des studios cinématographiques présents à la Maison Blanche, et à destination des actualités projetées dans les cinémas. Dans son film Capitalism : A Love Story, Michael Moore inclut l'intégralité de ce discours. Il semble que les équipes de recherche de Michael Moore aient « déterré » ce document, officiellement perdu, dans des archives universitaires de Caroline du Sud.